# Opération Panther's Claw
Guerre d'Afghanistan
L'opération Panther's Claw est une opération menée dans le sud de l'Afghanistan par les Britanniques du 19 juin au 20 août 2009 lors de la Guerre d'Afghanistan (2001-2014). Elle se termina par un succès tactique de la Coalition mais souleva de nombreuses polémiques en Grande-Bretagne[Lesquelles ?][pourquoi ?].

## Contexte
L'opération Panther's Claw fut précédée de plusieurs opérations destinées à tenir le terrain. Le 27 avril 2009 fut lancée l'opération Zafar 1 autour du village de Basharan. Les 19-22 mai, l'opération Zafar 2 permit de construire un point de contrôle sur la route vers Lashkar Gah. Enfin, le 29 mai, des combats éclatèrent entre Britanniques et Talibans à Yatimchay au sud de Musa Qala.

## L'opération
L'opération commence le 19 juin 2009 vers minuit par un assaut héliporté de 12 hélicoptères Chinook (escortés par 13 autres appareils dont des Apaches et des Harrier) transportant 350 hommes au nord-ouest de Lashkar Gah. 150 autres soldats agissent en soutien dans une zone présentée par l'OTAN comme l'une des principales places talibanes. Les insurgés lancent plusieurs attaques qui sont repoussées. Le 23 juin, le carrefour Lui Mandey Wadi et les canaux Nahr e-Burgha et Shamalan, objectifs de l'opération, sont pris.
Le 25 juin, le 1st Battalion Welsh Guards attaque depuis le canal Shamalan et coupe la ligne d'approvisionnements des Talibans. 
L'attaque se coordonne alors avec l'opération Strike of the sword lancée par les Américains le 2 juillet dans la vallée de la rivière Helmand. Du 3 au 5 juillet, des forces afghanes, britanniques et danoises attaquent autour des canaux d'irrigation pour sécuriser 13 ponts.
L'essentiel de l'opération s'arrête le 27 juillet et la Coalition cherche à tenir le terrain conquis, subissant plusieurs pertes (notamment le 9-10 juillet).